# Communauté rurale de Tocky Gare
La communauté rurale de Tocky Gare est une communauté rurale du Sénégal située à l'ouest du pays. 
Elle fait partie de l'arrondissement de Ndoulo, du département de Diourbel et de la région de Diourbel.
Lors du dernier recensement, la CR comptait 11 345 personnes et 1 080 ménages.